# Большая Тихоновская улица
Больша́я Ти́хоновская у́лица — улица, расположенная в Восточном административном округе города Москвы на территории района Сокольники.

## История
Улица получила своё название в XIX веке по церкви святого Тихона Задонского, что в Сокольниках. Определение «Большая» отличает улицу от соседней Малой Тихоновской улицы.

## Расположение
Большая Тихоновская улица проходит от Богородского шоссе на северо-восток до Большой Ширяевской улицы, пересекая Малую Ширяевскую улицу. Нумерация домов начинается от Богородского шоссе.

## Примечательные здания и сооружения
По нечётной стороне:
- д. 5 — стадион «Связист».

По чётной стороне:
- д. 2/4 — теннисные корты;
- д. 18, стр. 1, 2, 3 — объект культурного наследия бывшая дача И. Я. Тестова (конец XIX — начало ХХ века), в настоящее время — частная школа и частный детский сад «Академическая гимназия» (стр. 1) и частная школа «Начальная гимназия „Галилей“» (стр. 2).

## Транспорт

### Наземный транспорт
По Большой Тихоновской улице не проходят маршруты наземного общественного транспорта. У юго-западного конца улицы, на Богородском шоссе, расположена остановка «Майский просек» автобусов № 75, у северо-восточного, на Большой Ширяевской улице, — остановка «Детский сад» трамваев № 4л, 4пр,25 (м. "ВДНХ" - м. "Преображенская площадь" - м. "Бульвар Рокоссовского")

### Метро
- Станция метро «Сокольники» Сокольнической линии и «Сокольники» Большой кольцевой линии (соединены переходом) — юго-западнее улицы, на Сокольнической площади.